# Contea di Bedford (Virginia)
La contea di Bedford (in inglese Bedford County) è una contea dello Stato della Virginia, negli Stati Uniti. La popolazione al censimento del 2000 era di 60 371 abitanti. Il capoluogo di contea è Bedford.